# Geneviève Thèvenot
Cet article possède un paronyme, voir Thévenot.
Geneviève Thèvenot, née Grenet le 10 avril 1916 à Paris et morte le 10 novembre 2009 à Maillot (Yonne), est une galeriste française. Elle est connue pour avoir œuvré à la découverte ou la redécouverte d'artistes peintres, principalement dans le domaine de l'abstraction.

## Biographie
Geneviève Thèvenot est la créatrice de deux lieux d'exposition qui ont permis de révéler et faire connaître, en trente-cinq ans d'existence, plus de trois cents artistes.
En 1996, le musée d'art moderne de Troyes consacre un hommage rétrospectif à son activité.
En 2008, une exposition au Musée de Sens permet de découvrir qu'elle a elle-même une production picturale et présente une centaine de ses œuvres.

## Lieux d'exposition

### La Galerie
Cet espace fondé en 1962 à Paris, à l'angle de la rue Saint-André-des-Arts et de la rue de l'Ancienne-Comédie, est dirigé de 1977 à 1990 par Geneviève Thèvenot avant de disparaître en 1992. Durant son existence, il accueille chaque année le comité de sélection du Salon des Réalités Nouvelles qui présente toutes les tendances de l'abstraction.

#### Témoignage
« Au cœur de Saint-Germain-des-Prés, exiguë, mal fichue avec son escalier tournoyant, grinçant, casse gueule, sombre et usée par le temps, une galerie, La Galerie. Un nom claironnant qui aurait pu paraître bien prétentieux et prêter à sourire dans ce quartier si riche en galeries prestigieuses. On aurait eu grand tort car malgré son aspect si pauvre s'y pressaient, s'y écrasaient à ses vernissages, au point de déborder dans la rue, la foule des vrais amateurs - marchands et collectionneurs à l'affût de talents nouveaux encore jamais vus auxquels Geneviève Thèvenot offrait (...) ses modestes cimaises pour y faire leur toute première exposition personnelle », se souvient le critique d'art Pierre Brisset : « Une épreuve sans cesse renouvelée pour cette grande et inlassable chasseresse d'artistes inconnus qui par dizaine devaient connaître par la suite la consécration dans les plus importantes galeries comme celle des collectionneurs les plus avisés ».

### Le Temps de Voir
Située à Maillot (Yonne) près de Sens, dans l'Yonne, cet espace d'exposition associatif est fondé en 1971 par Geneviève Thèvenot qui y présente jusqu'en 1992 de nombreuses expositions.
Principales expositions:
- 1971 : Roger Thèvenot, Le Pajolec; Lherme, Delmas, Resal; Risos, E. Thèves, Diem Phung Thi
- 1972 : R.E. Gilet, Maria Manton, D. Laligant, M. de Lanoüe; Keith Patterson, Roger Thèvenot, C. Proust, émaux de Ligugé
- 1973 : Portraits antiportraits (20 peintres)
- 1974 : Aksouh, Bouqueton, Bonnardot, Condemine, Gaudaire-Thore, Gouast, Guanse, Le Pajolec, Marysel, Millous, Marmorat, Naval, Planet, Potage, Roland, Seguineau, Turin
- 1975 : Secrets du Réel
- 1976 : Le silence
- 1977 : Divergences
- 1978 : Divergences II
- 1979 : André Queffurus, Nicolas Valabrègue, équivalences baudelairiennes (Paul Kallos, Karl-Jean Longuet, Jean Demelier)
- 1980 : Le dos, l'envers de l'endroit (80 peintres et sculpteurs)
- 1981 : Signes poésie espace, 10 ans de Galerie
- 1982 : Roger Thévenot
- 1983 : Ancel, peintures 1972-1983 - Parvine Curie, sculptures
- 1984 : De l'étrange au merveilleux
- 1985 : Autour de Seiler, avec Aksouh, Ancel, Boisecq, Nottet, Chantarel, Cornet, Cornu, Fagniez, Gardair, Michel Humair, Karl-Jean Longuet, Louttre.B, Maria Manton, Nallard, Planet
- 1986 : Variations (Gérard Koch, Nicole Bottet, Lise Berset, Salzmann)
- 1987 : Peintures populaires éthiopiennes
- 1989 : Collages assemblages (45 artistes de Jeanne Coppek à Gilles Ghez)
- 1990 : Hommage à Guy Resse, Vingt ans de découvertes à la Galerie La Roue
- 1992 : À voix basse

## La nature autrement
En 2008 les musées de Sens présentent sous le titre La nature autrement des assemblages réalisés par Geneviève Thèvenot parallèlement à l'organisation, pour La Galerie et Le Temps de voir, de ses expositions de peintres et sculpteurs contemporains.
Elle confie avoir réalisé des collages d'abord pour son plaisir. « Un peu chiffonière », elle a toujours « ramassé des cailloux » au bord de la mer, recueilli des végétaux, des morceaux de bois,  mais n'a pas tout de suite « pensé à en faire quelque chose ». Elle voulait « éviter l'écueil du décoratif ».
Désirant « en faire plus » et encouragée à « aller plus loin », Geneviève Thèvenot crée alors des compositions dont les matériaux sont ceux de la nature, fleurs, herbes, feuilles et algues séchées qui prennent de nouvelles couleurs, fruits et graines, galets ou éclats d'ardoise.  Elle recueille aussi papiers froissé, chiffons, vieux cadres ou fragments de fauteuil désossé dont le bois laisse paraître les stratifications de ses teintes successives. « Avec moi, on ne jette rien : cela peut toujours devenir quelque chose ». En voyage elle remplit ses valises ou sa voiture de choses qu'elle rencontre, vieux bois, caillou ou serrure rouillée. 
« Il y a souvent un très long décalage entre la récolte de ces objets et leur mise en forme pour ces réalisations », dit-elle. Ces éléments lui paraissent contenir une beauté qu'elle tente de s'approprier pour lui « trouver une nouvelle âme ». À partir de l'un d'eux, elle cherche avec précaution les matériaux différents qui pourraient s'y accorder, les dispose, recommence, les « tripote » longuement, parfois se « relève la nuit parce qu'un assemblage s'impose ».
« Ces fragments divers que je récolte pour créer mes collages périraient probablement : c'est une autre vie que je leur offre » observe Geneviève Thèvenot .